# Metropolitano de Madrid
O Metropolitano de Madrid é o sistema de metropolitano que serve a capital da Espanha.
Esta rede de metropolitano é uma das maiores do mundo, tanto pela sua extensão, como pelo número de estações. Estão em operação 302 estações em 12 linhas mais um ramal, além de 3 linhas operadas com veículo leve sobre trilhos (VLT) que contam com outras 38 estações e tem  27,78 km de extensão, e são identificadas como "Metro Ligero de Madrid". O sistema utiliza 2.310 vagões e transportou no ano de 2011 aproximadamente 634 milhões de passageiros.
É a sexta rede de metropolitano do mundo com uma extensão de 283,8 km, depois de Londres com 408,0 km, Nova Iorque com 368 km, Tóquio com 304,5 km, Moscou com 292,9 km e Seul com 286,9 km.
O sistema metroviário da capital madrilenha é operado pela empresa pública "Metro de Madrid S.A.". A "Metros Ligeros de Madrid S.A." é a responsável pela operação da linha 1 do Metro Ligeiro. As linhas 2 e 3 são administradas por "Metro Ligero Oeste S.A.". Todas estas empresas estão integradas ao "Consorcio Regional de Transportes de Madrid", que é o responsável desde 1986 para unir os esforços das empresas públicas e privadas relacionadas com o transporte público de Madrid. É sua a coordenação dos serviços, área de atuação e tarifas.

## História

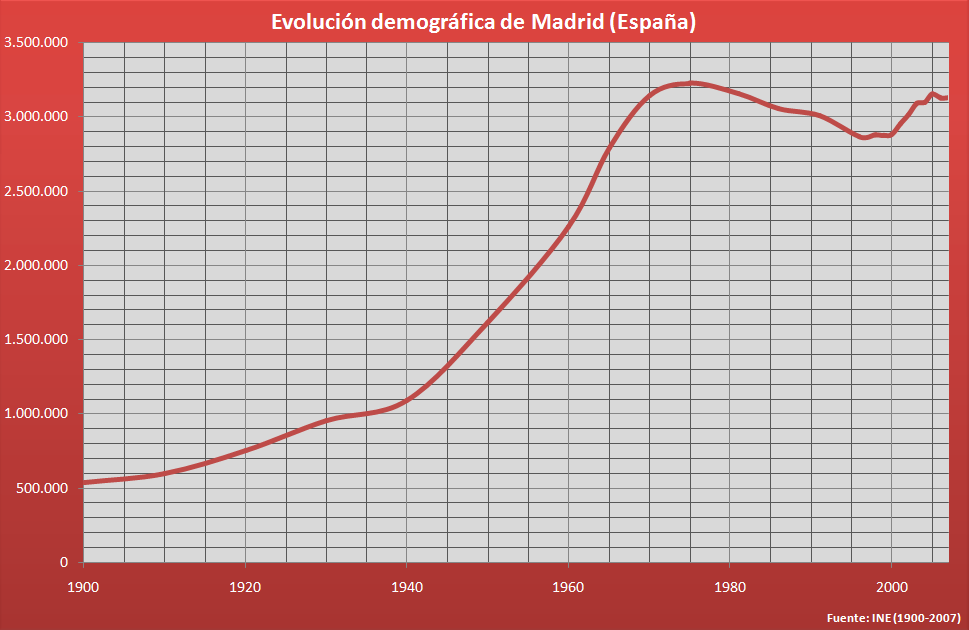
Evolução demográfica de Madrid (período 1900-2006).
fonte:"Instituto Nacional de Estadística (INE)", da Espanha.

O Metropolitano de Madrid foi inaugurado em 17 de Outubro de 1919, pelo Rei Afonso XIII. A primeira linha com 8 estações cobria o percurso de 3,48 km, entre as estações de Puerta del Sol e Cuatro Caminos. O tempo de viagem entre os extremos era de 10 minutos. O sistema entrou em operação comercial em 31 de outubro.
São Miguel Arcanjo é o padroeiro dos metroviários de Madrid, homenageando o engenheiro Miguel Otamendi, que juntamente com os também engenheiros Carlos Mendoza e Antonio González Echarte, foram os responsáveis pelo projeto do sistema ferroviário suburbano da cidade de Madrid, que na época contava com uma população aproximada de 600.000 habitantes.
A proclamação da II República da Espanha aconteceu em 14 de Abril de 1931 na sequência da vitória republicana nas eleições municipais. Por imposição do novo regime todos os nomes que lembravam regime monárquico foram mudados, e em 26 de junho de 1931 a empresa de metro de Madrid alterou o seu nome original de  "Compañía Metropolitano Alfonso XIII" para "Compañía Metropolitano de Madrid", assim como a "Estação Isabel II", passou a ser chamada de Ópera.

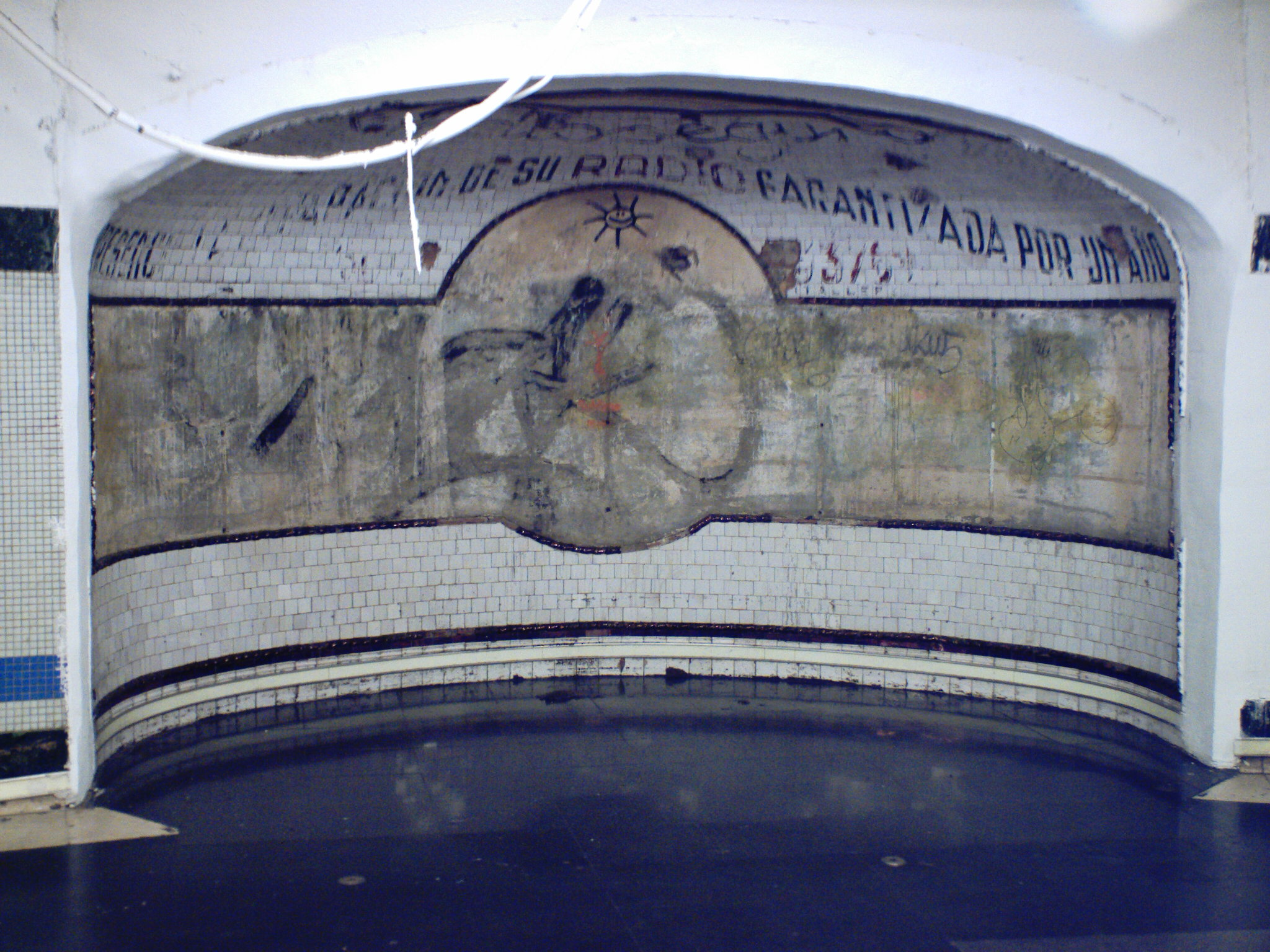
Nicho azulejado da Estação Bilbao, inaugurada em 1919.

Desde do início da Guerra Civil Espanhola em agosto de 1936, as estações serviram de abrigo durante os bombardeios aéreos. O "Ramal do Norte", foi fechado para o público servindo de abrigo para um posto de médico. As demais linhas continuaram funcionando normalmente. Algumas composições foram utilizadas como ambulâncias, no transporte de feridos em combate. O trecho entre as estações Goya e Diego de León serviu como paiol para pólvora e projéteis de artilharia. A explosão deste depósito em janeiro de 1938, destruiu parte da Linha 2, causando dezenas de mortos entre passageiros, destruindo inclusive quatro trens que estavam em circulação. O "Ramal do Norte" foi reativado em abril de 1939.

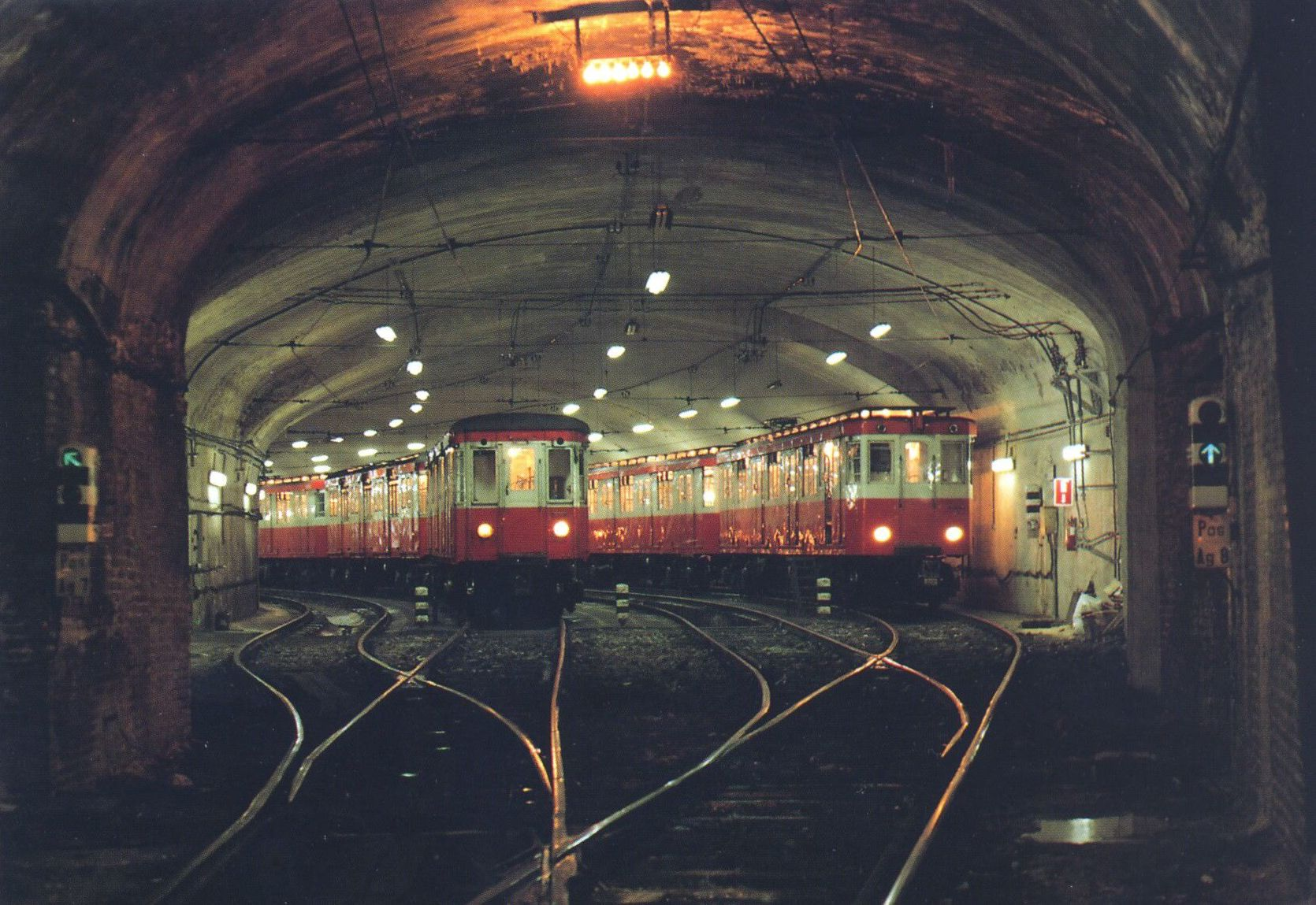
Trens do modelo "Clásicos" que circulavam nas linhas 1 e 3.

Em 1956, após o "Ministerio de Obras Públicas" tem sido designado como responsável pela construção da infraestrutura metroviária é aprovado um plano de expansão do Metro, com 50 km adicionais de linhas a serem construídas em um período de até 20 anos. Em 1967 é aprovado por parte do Governo um novo plano de ampliação, de 55 km a ser executado em 12 anos. O Plano é revisto em 1971 e 1974 pela "Dirección General de Transportes Terrestres", com o término das obras projetadas para o ano de 1980.
A grande expansão do metro de Madrid começou nos anos 1970, devido sobretudo ao aumento da população urbana. As obras que decorreram entre a década de 1990 e o início do século XXI ampliaram a linha subterrânea, incluindo novas ligações. De 82 km de linhas, 120 estações e 480 milhões de passageiros transportados no ano de 1980, a rede evoluiu para 227 km de linhas, chegando a 237 estações e 657 milhões de passageiros transportados em 2006. Novas ampliações e remodelações estão em curso, conforme o " Plan de ampliación de la red de metro de madrid 2007-2011 " que prevê 75 km adicionais de linhas, novas oficinas, além de uma nova Linha de Metro Ligero.

## Linhas
A rede de metropolitano de Madrid é constituída pelas seguintes linhas:
| Linha                   | Linha                                   | Comprimento (km)  | Estações | Plataforma (m)                                                                      | Início das operações   |
|                         | Pinar de Chamartín ↔ Valdecarros        | 23,876            | 33       | 90                                                                                  | 31 de outubro de 1919  |
|                         | Las Rosas ↔ Cuatro Caminos              | 14,031            | 20       | 60 m (Cuatro Caminos - La Elipa) 90 m (La Almudena - Las Rosas)                     | 15 de junho de 1924    |
|                         | Villaverde Alto ↔ Moncloa               | 16,424            | 18       | 90                                                                                  | 9 de agosto de 1936    |
|                         | Argüelles ↔ Pinar de Chamartín          | 14,625            | 23       | 60                                                                                  | 23 de março de 1944    |
|                         | Alameda de Osuna ↔ Casa de Campo        | 23,217            | 32       | 90                                                                                  | 5 de junho de 1968     |
|                         | Circular                                | 23,472 (circular) | 28       | 115                                                                                 | 10 de outubro de 1979  |
|                         | Pitis ↔ Hospital del Henares            | 32,919            | 32       | 115m (Pitis – Estadio Metropolitano) 90m (Barrio del Puerto – Hospital del Henares) | 17 de julho de 1974    |
|                         | Nuevos Ministerios ↔ Aeropuerto T4      | 16,467            | 8        | 115                                                                                 | 24 de junho de 1998    |
|                         | Paco de Lucía ↔ Arganda del Rey         | 39,500            | 29       | 115                                                                                 | 31 de janeiro de 1980  |
|                         | Hospital Infanta Sofía ↔ Puerta del Sur | 36,514            | 31       | 115m (Puerta del Sur – Tres Olivos) 90m (Montecarmelo – Hospital Infanta Sofía)     | 17 de dezembro de 1981 |
|                         | Plaza Elíptica ↔ La Fortuna             | 8,500             | 7        | 115                                                                                 | 16 de novembro de 1998 |
|                         | MetroSur (Circular)                     | 40,596 (circular) | 28       | 115                                                                                 | 11 de abril de 2003    |
|                         | Opera ↔ Príncipe Pío                    | 1,092             | 2        | 60                                                                                  | 26 de dezembro de 1925 |
| Total (Linhas de metro) | Total (Linhas de metro)                 | 294               | 302      | -                                                                                   | -                      |
|                         | Pinar de Chamartín ↔ Las Tablas         | 5,395             | 9        | 45                                                                                  | 24 de maio de 2007     |
|                         | Colonia Jardín ↔ Estación de Aravaca    | 8,680             | 13       | 45                                                                                  | 27 de julho de 2007    |
|                         | Colonia Jardín ↔ Puerta de Boadilla     | 13,699            | 16       | 45                                                                                  | 27 de julho de 2007    |
| Total (Linhas VLT)      | Total (Linhas VLT)                      | 27,774            | 38       | -                                                                                   | -                      |

### Características da rede

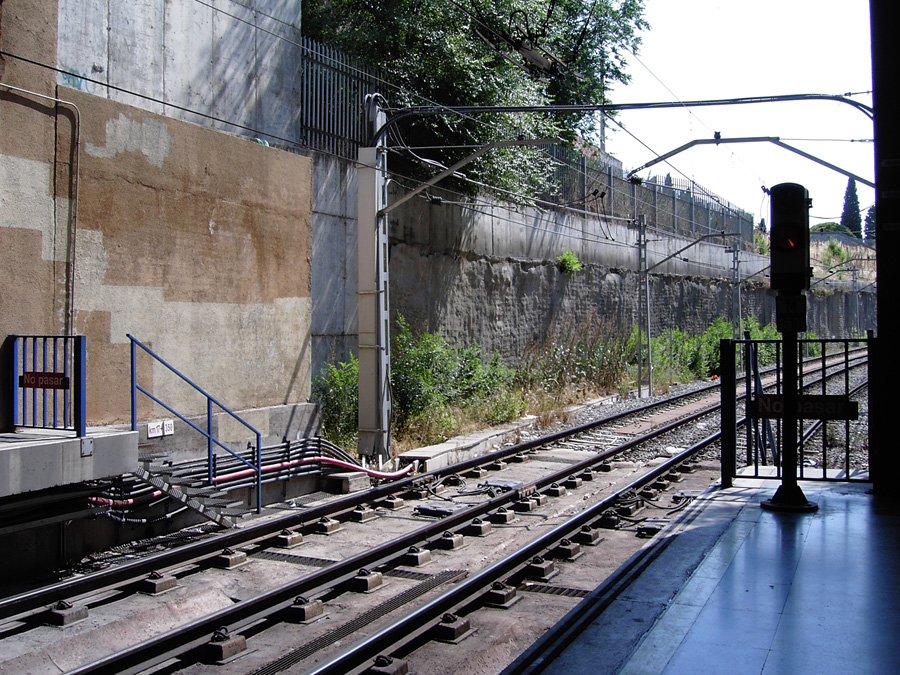
Saída de trecho subterrâneo, na Estação Eugenia de Montijo.

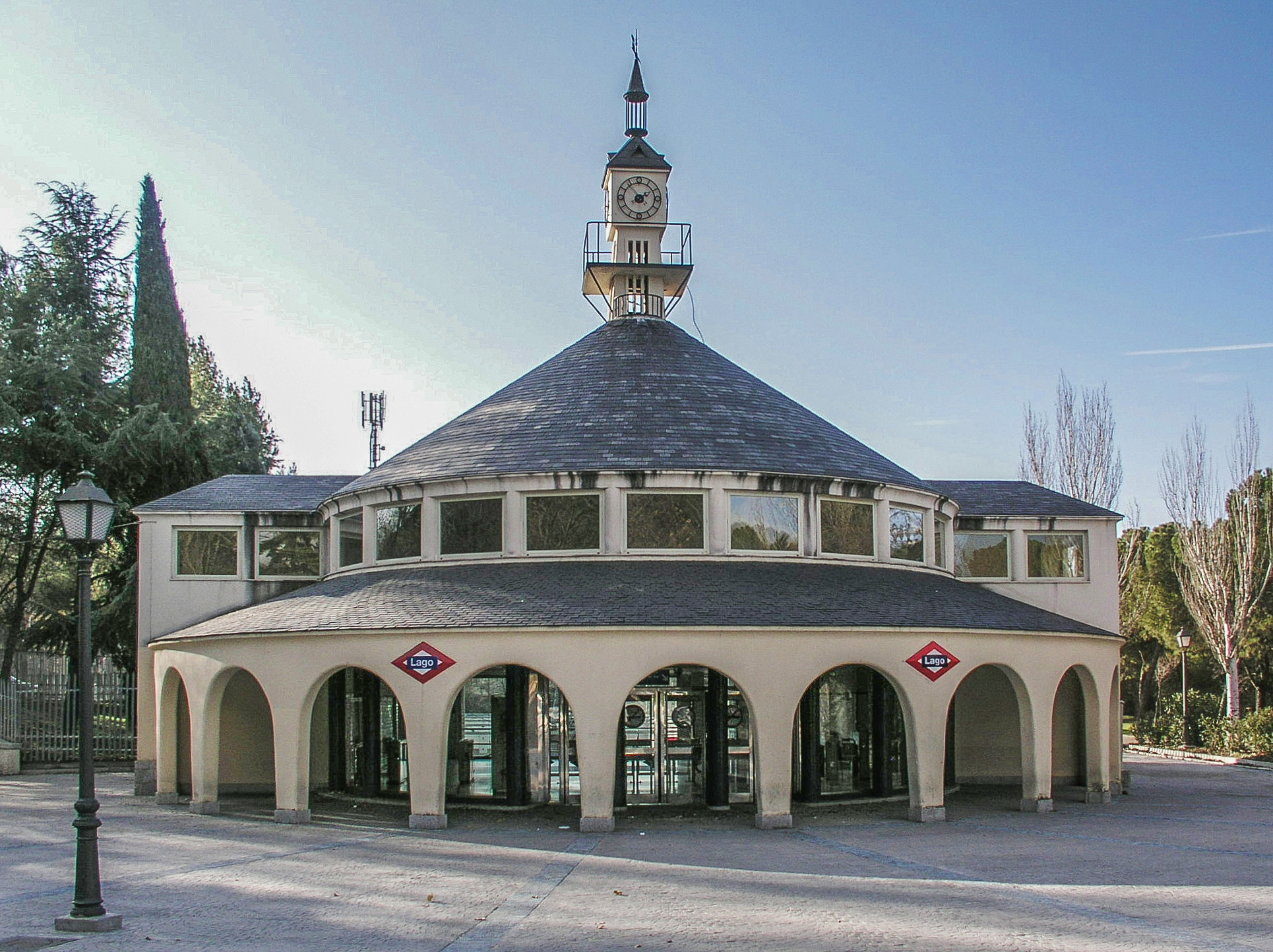
A Estação Lago (linha 10) é uma das poucas em superfície do Metrô de Madrid.

A rede do metropolitano madrilenho é subterrânea na maior parte de sua extensão, com exceção dos seguintes trechos em superfície:
- Eugenia de Montijo - Empalme
- Puerta de Arganda - Rivas-Vaciamadrid - La Poveda, conhecido como trecho TFM e que utiliza a antiga linha do trem de Arganda.
- Lago - Casa de Campo onde atravessa o parque Casa de Campo.

Por outro lado, a rede de Metro Ligero com traçado segregado do tráfego geralmente na superfície, exceto em:
- Virgen del Cortijo - Blasco Ibáñez e María Tudor – Las Tablas
- Colonia Jardín – Estación de Aravaca, exceto nas estações de Somosaguas Sur e Avenida de Europa, os trechos Prado del Rey-Somosaguas Centro e Campus de Somosaguas-Berna (estações em superfície) e curtos túneis sobre as rodovias M-502 e M-503.
- Colonia Jardín – Puerta de Boadilla exceto o entorno da estação de Montepríncipe, construído em túnel enquanto que a estação está em uma trincheira.

O raio mínimo de curva das linhas do metrô de Madrid é de 90m (exceto nas linhas do Metrô ligeiro) e a rampa máxima de 5%. A via permanente é composta de trilhos TR 54 (54 kg/m) fixados por meio de parafusos e tirefounds em mini - dormentes de concreto nos trechos onde o raio de curva é de 90m, assim como dentro das estações, de forma que evita deformações e desgaste excessivo dos trilhos quando são submetidos ao calor das frenagens e aceleração dos trens. Nos demais trechos são utilizados dormentes de concreto tradicionais.
Por ser uma rede muito antiga (a primeira linha foi inaugurada em 1919) o metrô de Madrid possui diferenças técnicas (como o metrô de Nova Iorque, por exemplo) em sua rede:
- As linhas 1 a 5 e Ramal foram implantadas desde o início do século XX até o fim dos anos 1960 com bitola madrilenha de 1,445m. Os túneis possuem largura de 6,86 m e altura de 5,36 m, sendo construídos a poucos metros de profundidade. A distância média entre estações é de 630 m. As plataformas das estações das linhas 2,4 e Ramal possuem 60m de comprimento e capacidade para composições de 4 carros, enquanto que as plataformas das linhas 1,3 e 5 possuem 90 metros de comprimento e capacidade para composições de 6 carros. Os carros dos trens que circulam por essas linhas possuem dimensões padronizadas: 2,30 m de largura, entre 3,34 e 3,52 m de altura e 14,72 m de comprimento.
- As linhas 6 a 12 foram implantadas a partir da década de 1970 com bitola internacional de 1,435m. Os túneis possuem 7,74 m de largura e altura de 6,87 m. A partir da década de 1990 o avanço das técnicas construitivas na Espanha permitiu que o metrô de Madrid utilizasse shields na escavação de túneis à grande profundidade. Com isso o diâmetro dos túneis foi fixado em 8,07 m. A distância média entre estações é de 850m. As plataformas das estações possuem comprimento variável entre 110 e 115m, exceto as plataformas das estações dos trechos Três Olivos - Hospital Infanta Sofia do MetroNorte (denominação da ampliação da linha 10) e Barrio de Porto - Hospital del Henares do MetroEste (denominação da ampliação da linha 7) que possuem 90 m de comprimento. Todas as plataformas são preparadas para receberem composição de até 6 carros, cujas dimensões variam de acordo com a série do trem, embora a largura dos trens seja sempre de 2,80 m. As plataformas da linha 6 na estação de Cuatro Caminos são as mais profundas do sistema, estando a cerca de 49m da superfície. A linha 11 é a única do sistema que possui uma via provisória em bitola mista (1,435m e 1,445m). Após uma ampliação da linha ou o aumento do número de passageiros, o metrô de Madrid irá optar deixá-la apenas com bitola internacional (1,435m).

Os trens do Metrô de Madrid circulam em mão inglesa (do lado esquerdo), sendo esse o único sistema de metrô na Espanha com essa característica.

## Funcionamento e serviços

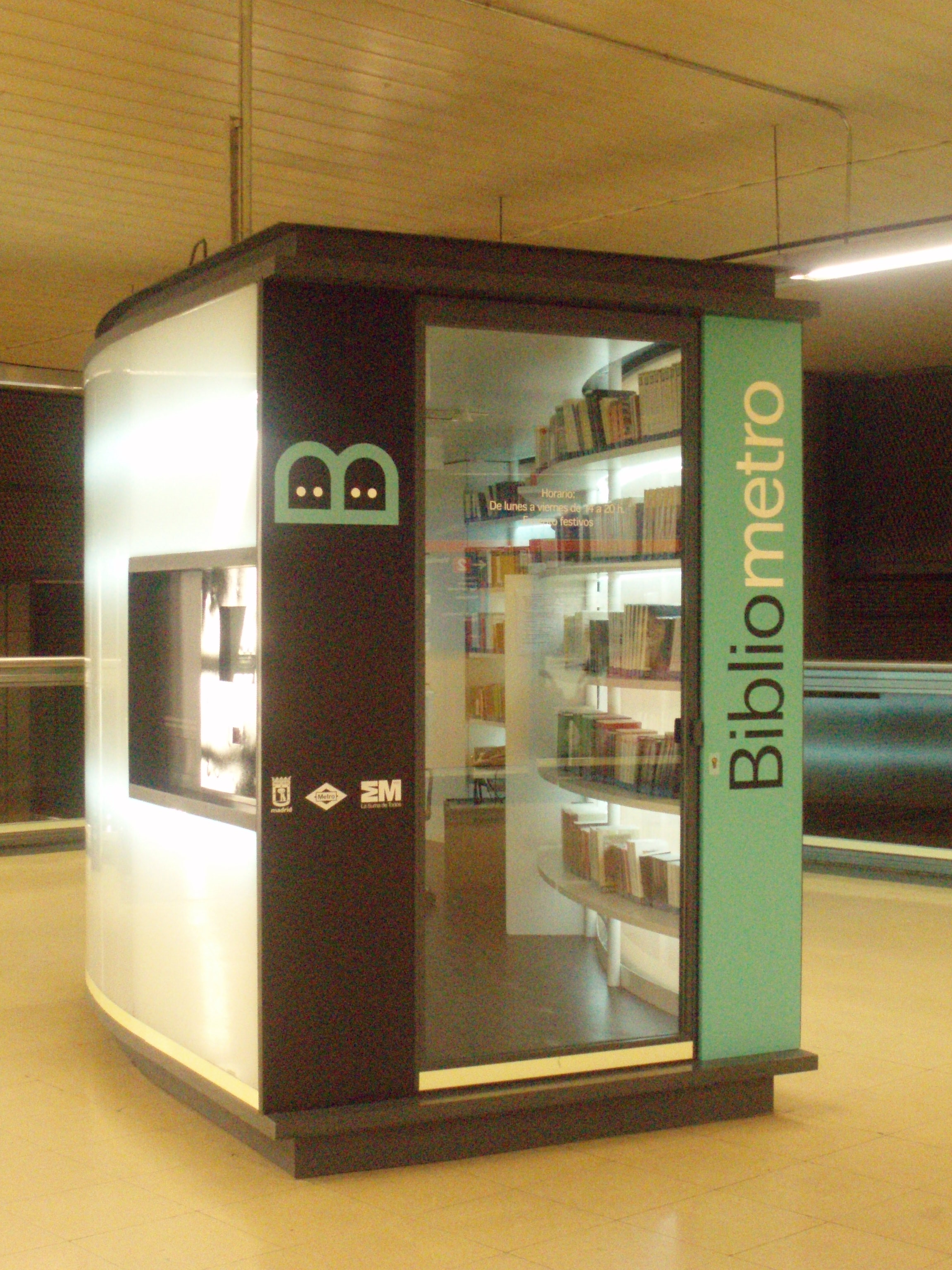
"Bibliometro", atendimento na estação Canal.

O sistema funciona das 6h00m às 1h30m, com exceção do serviço de transbordo em Puerta de Arganda - Linha 9 e na estação de Pitis - Linha 7 que funciona com o horário reduzido das 6h00m às 23h30m.
A frequência de chegada dos trens às estações é de 2 a 4 minutos em hora de ponta; variando de 4 a 7 minutos no restante do dia, sendo que após a meia noite este período é de 15 minutos.
A "Bibliometro" foi aberta em abril de 2005. A biblioteca circulante está disponível em um total de 15 estações. O empréstimo gratuito é feito aos leitores previamente cadastrados. O serviço funciona no horário de 13:30 às 20:00 horas. É permitido o empréstimo de um livro por leitor, por um período de 15 dias, renováveis por outros 15.
O metro mantém em funcionamento em todas as estações um serviço telefônico (telefone amarelo) para auxílio e informações. Existem também pontos de auxílio aos viajantes em diversas línguas ("Centros de Atención al Viajero") nas estações Aeropuerto T1-T2-T3, Aeropuerto T4, Avenida de América e Nuevos Ministerios, funcionando todos os dias da semana no horário de 7:00 às 22:00 horas. Além de pontos de atendimento nas estações Atocha Renfe, Méndez Álvaro e Chamartín.
O acesso de bicicletas é permitido em todas as estações durante todos os horários nos sábados, domingos e feridos. Nos dias úteis o acesso é possível entre as 10:00 e as 12:30 horas, a após as 21:00 horas até ao encerramento do serviço. É permitida a entrada de uma bicicleta por passageiro. As linhas de Metro Ligero também oferecem este tipo de facilidade.
Como regra geral não são permitidos animais nas áreas do Metro de Madrid, exceto nos casos de cães guias para cegos, e de animais domésticos de pequeno porte, transportados em gaiolas que não oferecem riscos, e não causem inconvenientes de ruído ou odor.

## Equipamentos
O metro utiliza 2.310 vagões de oito modelos distintos. São 246 vagões da "Série 9000" e 222 da "Série 7000" todos em alumínio construídos pela empresa italiana "AnsaldoBreda S.p.A.". Os 156 da "Série 8000", 132 da "Série 6000" construído em aço, 352 da "Série 5000", 432 do modelo "Série 3000" e 736 da "Série 2000" e "Série 2000B" foram fabricados pela "Construcciones y Auxiliar de Ferrocarriles (CAF), S.A.", empresa espanhola fabricante de equipamento ferroviário. O "Metro Ligero de Madrid" opera 35 unidades do modelo "Citadis", construídos pela "Alstom" (GEC Alsthom).
Características técnicas:
| Série       | Fabricante   | Composição         | Comprimento (m) | Largura (m) | Altura (m) | Velocidade comercial (km/h) | Passageiros (por vagão) | Utilização              |
| 2000        | CAF          | M+R                | 29              | 2,3         | 3,34       | 70                          | 145                     | Linha 1                 |
| 2000B       | CAF          | M+R                | 29              | 2,3         | 3,34       | 70                          | 153                     | Linha 5                 |
| 3000        | CAF          | M+R+S+S+R+M        |                 | 2,3         |            | 70                          |                         | Linhas 2, 3, 4, e Ramal |
| 5000        | CAF          | M+M                | 36              | 2,8         | 3,55       | 70                          | 192                     | Linhas 6 e 9            |
| 6000        | CAF          | M+R+M              | 29              | 2,8         | 3,88       | 110                         | 192                     | Linha 9                 |
| 7000        | AnsaldoBreda | M+R+S+S+R+M        | 107             | 2,8         | 3,65       | 110                         | 210                     | Linha 10                |
| 8000        | CAF          | M+R+S+M / M+R+M    |                 | 2,8         | 3,8        | 110                         | 268                     | Linhas 6, 8, 11 e 12.   |
| 9000        | AnsaldoBreda | M+R+S+S+R+M/ M+R+M | 107             | 2,8         | 3,65       | 110                         | 210                     | Linhas 7 e 10           |
| Citadis 302 | Alstom       | M+R+S+R+M          | 30              | 2,8         | 3,37       | 70                          | 40                      | Linhas ML1, ML2 e ML3   |

O metropolitano utilizou no passado trens dos modelos Série 300 e Série 1000, além do modelo conhecido como "Clásicos".

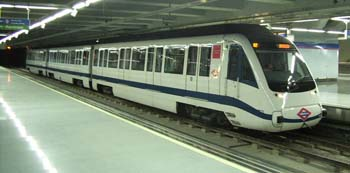
"Série 8000",[40] na estação Colombia
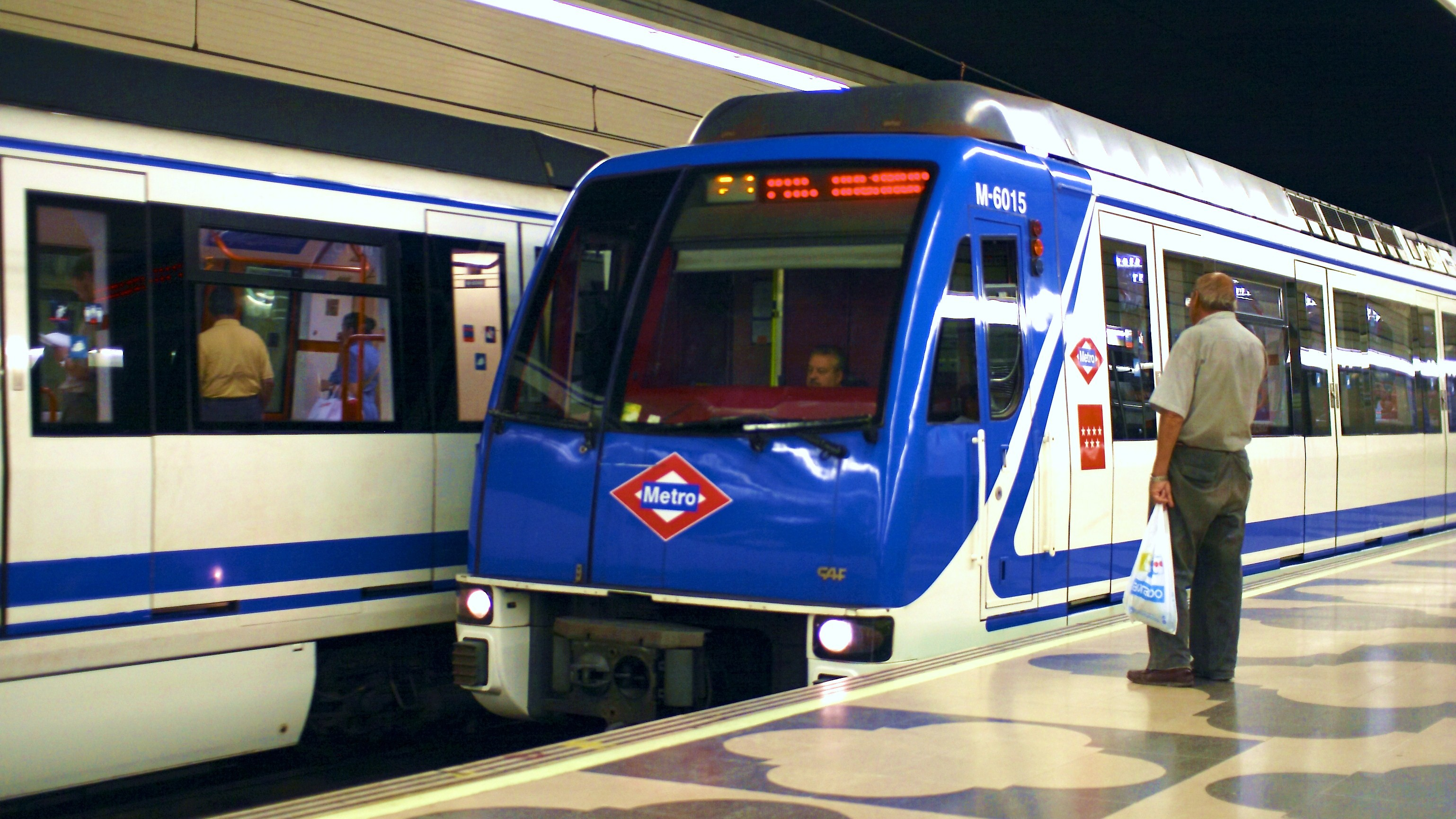
"Série 6000",[41] na estação Concha Espina
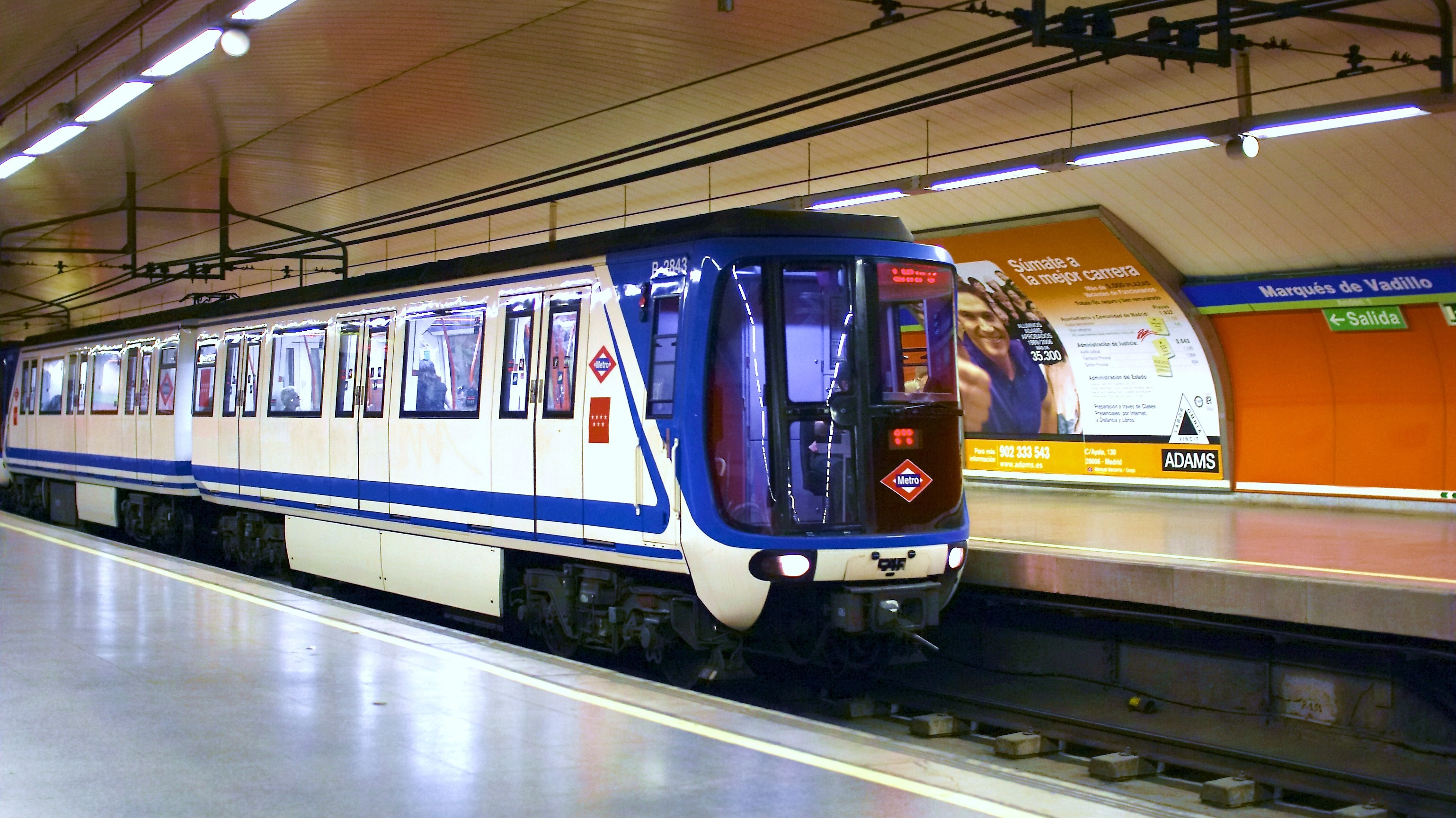
"Série 2000B",[44] na estação Marqués de Vadillo
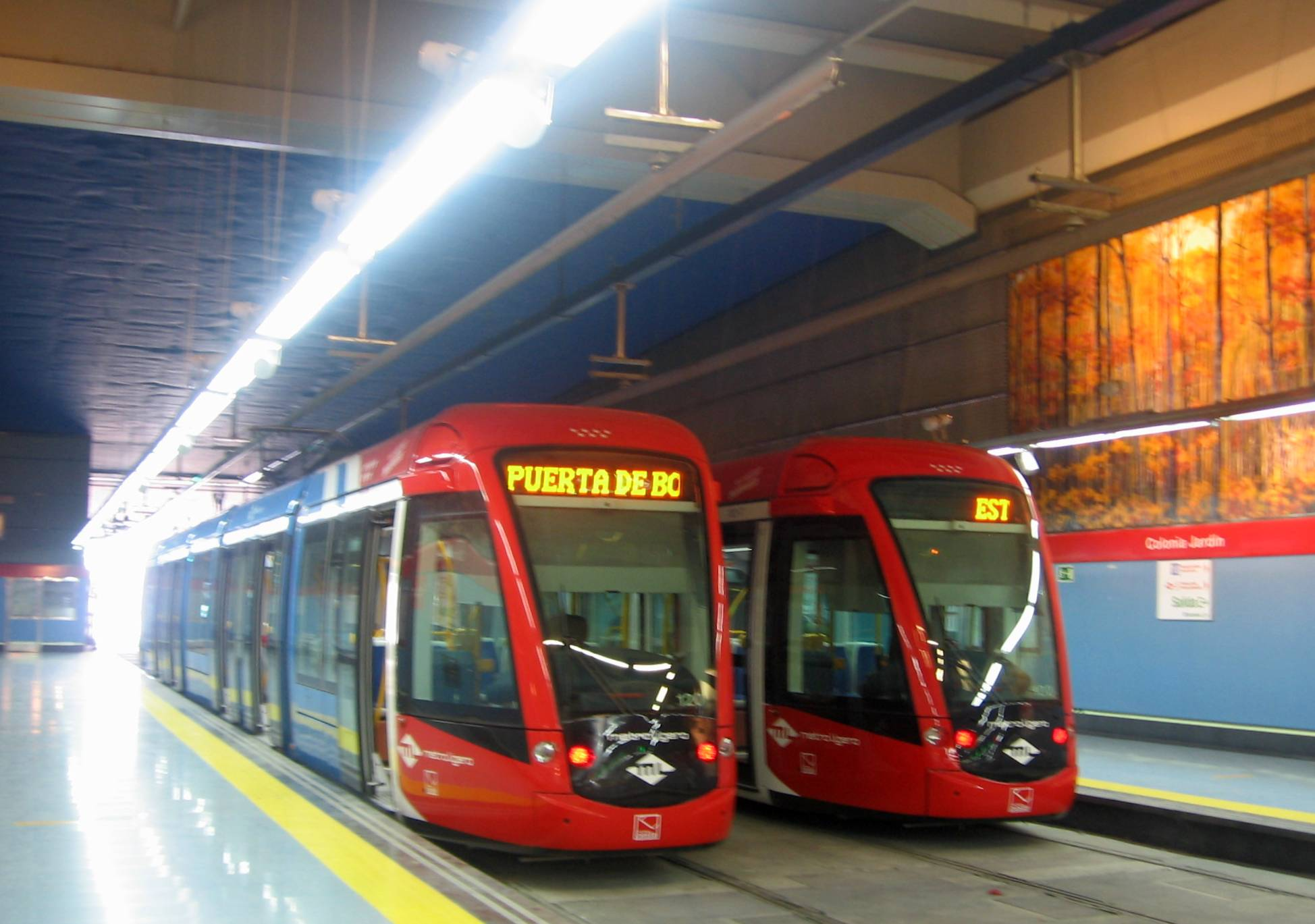
"Série Citadis", Metro Ligero de Madrid

## Depósitos e oficinas

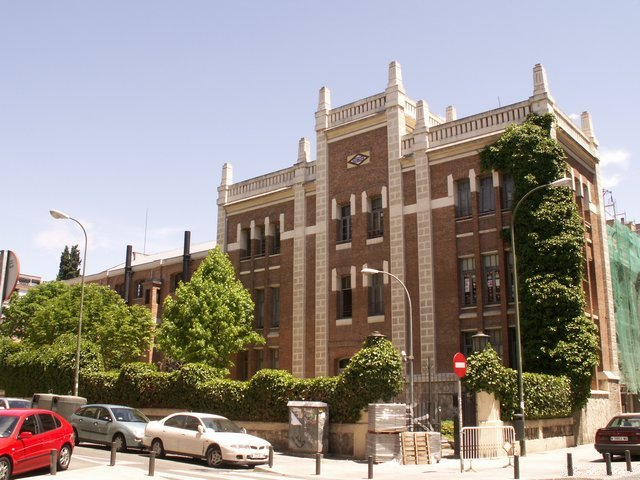
Depósito, oficina e subestação elétrica do metrô de Madrid.

O metrô de Madrid dispõe de 13 depósitos (sendo o maior deles o de Canillejas) e 7 oficinas:
| Depósitos.        | Localização | Depósito nº                               |
| ----------------- | ----------- | ----------------------------------------- |
| Cuatro Camiños    |             | 1 (Série 2000)                            |
| Ventas            |             | 2 (Série 2000)                            |
| Plaza de Castilla |             | 3 (Série 2000)                            |
| Canillejas        |             | 4 (Séries 2000, 9000/veículos auxiliares) |
| Aluche            |             | 5 (Série 2000)                            |
| Fuencarral        |             | 6 (Séries 7000 e 8000)                    |
| Sacedal           |             | 7 (Séries 5000 e 6000)                    |
| Laguna            |             | 8 (Séries 5000, 7000 e 9000)              |
| Hortaleza         |             | 9 (Séries 2000 e 3000)                    |
| Cuatro Ventos     |             | 10 (Séries 7000, 8000 e 9000)             |
| Loranca           |             | 11 (Série 8000)                           |
| Valdecarros       |             | 12 (Série 2000)                           |
| Villaverde Alto   |             | 13 (Série 3000)                           |

| Oficinas.                   | Localização | Manutenção |
| --------------------------- | ----------- | ---------- |
| Arguelles                   |             | série 2000 |
| Miguel Hernández            |             | série 2000 |
| Ciudad Universitaria        |             | série 5000 |
| Arganzuela-Planetario       |             | série 5000 |
| Puerta de Arganda           |             | série 6000 |
| Universidad Rey Juan Carlos |             | série 8000 |
| El Bercial                  |             | série 8000 |

## Eletrificação
As linhas construídas antes de 1999 possuem eletrificação de 600VCC (corrente contínua), enquanto que as linhas do metrô Ligeiro possuem alimentação de 750VCC. A partir de 1999 o metrô de Madrid adotou a alimentação de 750VCC nos novos trechos construídos e em algumas linhas já existentes.
| Tensão   | Linhas |
| -------- | ------ |
| 600 Vcc  |        |
| 750 Vcc  |        |
| 1500 Vcc |        |

O Ponto Central de Operações, responsável pelo monitoramento e operação das subestações e dos sistemas de emergência, está localizado em Alto del Arenal, existindo vários outros postos menores...

### Tipos de catenária
O metrô de Madrid possui três tipos de catenária:
- Convencional, sendo formada por 2 cabos um de sustentação e outro de alimentação, geralmente de cobre ou alimínio.
- Rígida, instalada a partir de 1999, sendo um trilho de aço fixo. Esse tipo está substituindo as catenárias convencionais.
- Catenária em superfície, do metrô ligeiro e alguns trechos do metrô, semelhante à Convencional com a diferença de ser sustentada por postes e pórticos de aço ou concreto

| tipo                    | trechos |
| ----------------------- | --- |
| Catenária em superfície | Plaza de Castilla – Miguel Hernández Argüelles – Esperanza Canillejas – Carabanchel |
| Convencional            | Esperanza – Mar de Cristal Carabanchel – Casa de Campo inteira Lago – Casa de Campo |
| Rígida                  | Plaza de Castilla – Pinar de Chamartín Miguel Hernández – Valdecarros inteira Mar de Cristal – Pinar de Chamartín Canillejas – Alameda de Osuna em implantação inteira Lago – Hospital Infanta Sofía Casa de Campo – Puerta del Sur inteira |

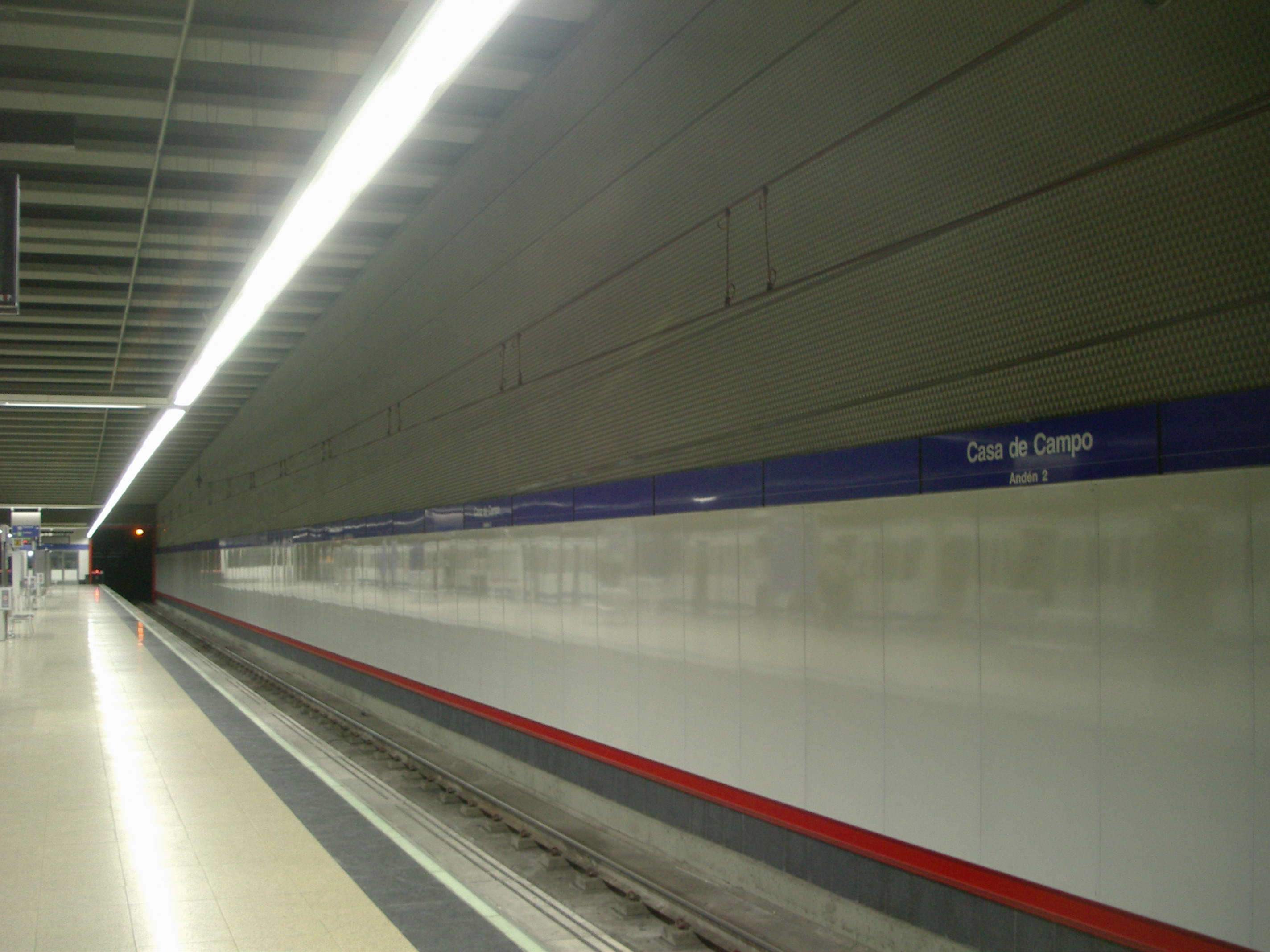
Catenária convencional na estação Casa de Campo (Linha 10).
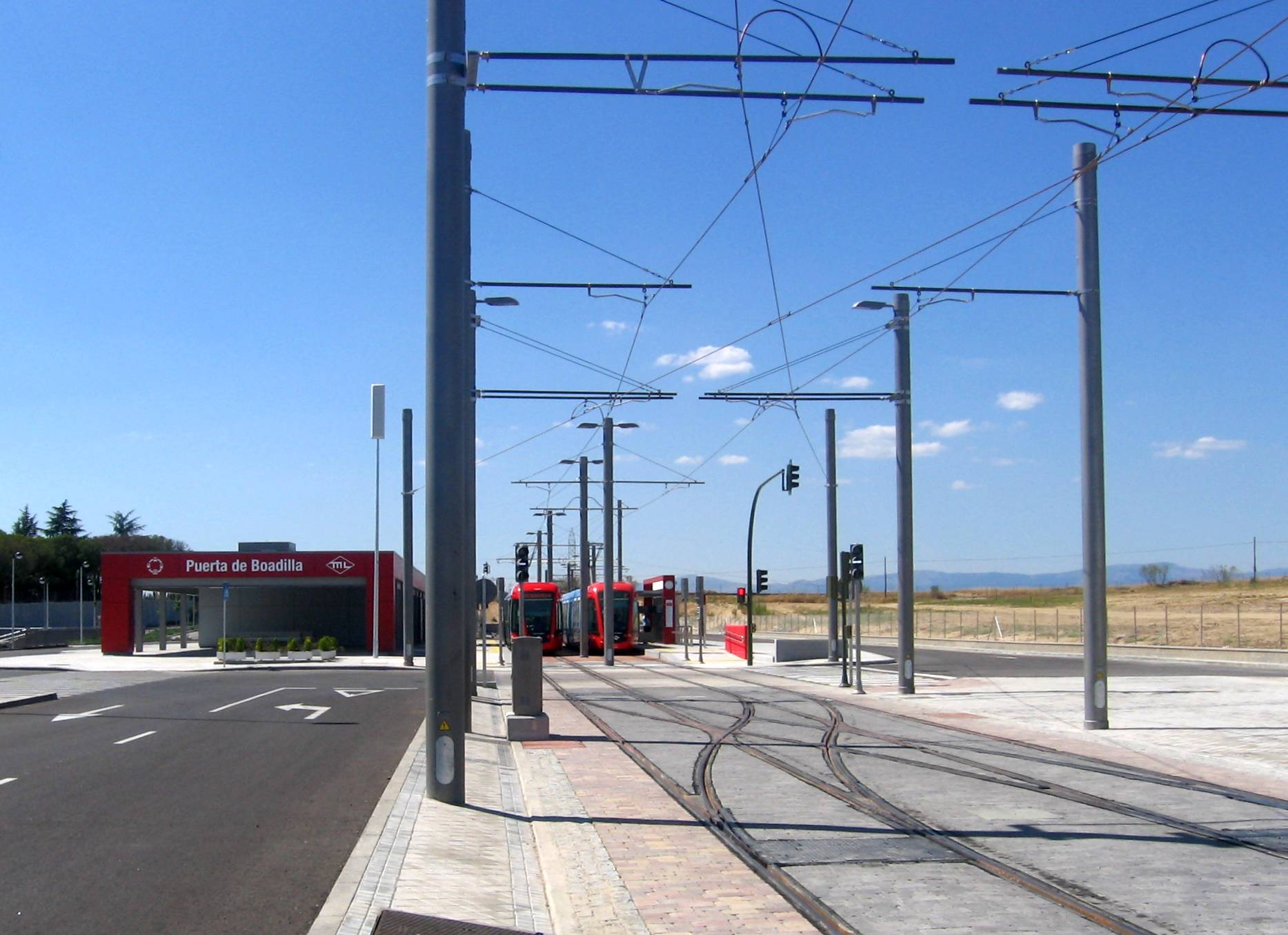
Catenária em superfície do Metro Ligero de Madrid

## Plano de expansão
As futuras extensões do metrô de Madri incluem várias obras públicas para a criação de novas linhas, a ampliação das já existentes ou a adição de novas estações. Para o período 2019-2023, foi anunciado o projeto de extensão da linha 11. Existem também outros estudos postergados ou reivindicados pelos usuários.

### Projetos 2019-2023
- Linha 11 Foi firmado o contrato para a elaboração do projeto corresponde à extensão da Linha 11 do Metrô de Madri, em mais 6,5 km, da estação Plaza Elíptica até a sua ligação com a estação do Conde de Casal. Haverá uma estação de intercâmbio com a L3 e outra conexão com a L1 em Atocha Renfe que também servirá para se conectar com os serviços ferroviários. Na Conde de Casal, uma estação de intercâmbio será construída com a linha 6 e com a futura estação rodoviária. A possibilidade de adicionar outras duas estações intermediárias às já mencionadas também faz parte do estudo.[51]

## Capacitação técnica
A expansão da rede iniciada em 1995, tornou a empresa "Metro de Madrid S.A." referência mundial no setor. Esta posição de liderança tem proporcionado a execução de serviços de consultoria e engenharia para outras companhias que operam redes metroviárias ao redor do mundo.
O Metro de Madrid, adota uma série de políticas e procedimentos voltadas a sustentabilidade e a melhoria do meio ambiente ("Sostenibilidad y Responsabilidad Corporativa"), esta postura é documentada nos seguintes documentos: "Política de Responsabilidad Corporativa", "Política de Calidad Corporativa", "Contribución de Metro de Madrid a la Sostenibilidad" e "Política Ambiental"
O Metro tem sido reconhecido pelo bons serviços prestados, com o recebimento de prêmios, destacando-se: "VII Premios Madrid", "Premio Nacional de Marketing 2008" (Asociación Nacional de Márketing), "Premios AMPE 2009" (Asociación de Medios Publicitarios de España), "Premio Manuel Seijas y Lozano a la Innovación Industrial" (Fomento de la Innovación Industrial creada por Universidad Politécnica), "Premio MetroRail 2008", "Premio Prodis 2005 a la Accesibilidad e Integración de los discapacitados" (CERMI Comunidad de Madrid), "Premio Bastón de plata" (Organización Nacional de Ciegos de España, ONCE), "Premio a la Excelencia en la Gestión Estratégica" (Hall of Fame for Executing Strategy), "V Edición de los Premios Computing" (Revista Computing España), "Premio SAP a la innovación empresarial " (SAP España), "V Premio a la Excelencia y Calidad de Servicio Público 2005", "V Premio a la excelencia en el Centro Interactivo de Atención al Cliente 2004" e "Premio a la mejor iniciativa empresarial de Gestión Ambiental Sostenible" (Garrigues y Expansión).
A empresa esta certificada com o ISO 9000 e ISO 14001, atendendo também a Norma Europea UNE-EN-13816 para transporte público de passageiros, sendo que este requisito é superado em várias das linhas em operação, estando certificada também em gestão ambiental, prevenção e riscos no trabalho e gestão de qualidade.

### Bibliografía
- AZORÍN, Francisco: Madrid y el metro caminan juntos. Rubiños–1860, Madrid, 1997. ISBN 84-8041-096-5
- GÓMEZ SANTOS, Marino: El metro de Madrid: medio siglo al servicio de la ciudad 1919–1969. Escelicer, Madrid, 1969.
- HINKEL, W. J.; TREIBER, K.; VALENTA, G.; LIEBSCH, H.: Gestern-heute-morgen – U-Bahnen von 1863 bis 2010. Schmid Verlag, Wien, 2004. ISBN 3-900607-44-3 (Kapitel „Madrid")
- ÍÑIGO, José María y ARADILLAS, Antonio. Vive y descobrie Madrid en Metro. Editorial Everest. ISBN 84-241-0385-8
- Las infraestructuras de metro y de transportes en la Comunidad de Madrid: período 2003–2011. Consejería de Obras Públicas, Urbanismo y Transportes, Madrid, 2003. ISBN 84-451-2505-2
- MÁRQUEZ, Manuel González: El material móvil del metro de Madrid, 2002. 84-607-4370-5
- MEYER-EPPLER, T.: Eine Runde in 58 Minuten – Rasanter Ausbau der Metro Madrid. En: Straßenbahn-Magazin 8/2003, págs. 40–45. GeraNova Verlag, München. ISSN 0340-7071
- MOYA, Aurora: Metro de Madrid 1919–1989: setenta años de historia. Metro de Madrid, Madrid, 1990. ISBN 84-404-8285-X
- RIECHERS, Daniel: Metros in Europa. Transpress Verlag, Stuttgart, 1996. ISBN 3-344-71049-4 (Kapitel „Madrid")
- SCHWANDL, Robert: Metros in Spain – The Underground Railways of Madrid, Barcelona, Valencia and Bilbao. Capital Transport, London, 2001. ISBN 1-85414-242-9
- SERAFÍN, David: Madrid Underground (en esp. Metro de Madrid). Grijalbo, Barcelona, 1983. ISBN 84-253-1493-3
- TORREGO SERRANO, Florencia:
  - El transporte metropolitano en Madrid. Boletín de la Real Sociedad Geográfica, Madrid, 1976. Separata de: Boletín de la Real Sociedad Geográfica — Tomo CXII, Parte II, 1976.
  - Accesibilidad y red de metro. Universidad Complutense, Asociación de Geógrafos Españoles, Madrid, 1999. Separata de: La Geografía de los Servicios en España. Editor Francisco Javier Antón Burgos.